# Phân loại (toán học)
Trong toán học, một phân loại là một ánh xạ từ một không gian của các đặc trưng X (rời rạc hay liên tục) vào một nhóm rời rạc của các nhãn Y.
Phân loại ở đây có thể là phân loại cố định (fixed classifier) hay phân loại có học, và phân loại có học có thể được chia thành phân loại có giám sát và học không có giám sát.
Danh sách các ứng dụng phân loại và các công nghệ phân loại có thể xem ở phân loại bằng thống kê.